# Alcis prosoica
Alcis prosoica là một loài bướm đêm trong họ Geometridae.